# Louhansk
Lougansk
Pour les articles homonymes, voir Louhansk (homonymie).
Louhansk (en ukrainien : Луга́нськ) ou Lougansk (en russe : Луга́нск) est une ville d'Ukraine et la capitale administrative de l'oblast de Louhansk. Elle s'est aussi appelée Vorochilovgrad entre 1935 et 1958 puis de 1970 à 1990. Sa population s'élevait à 403 938 habitants en 2019. 
À la fois russophone et ukrainophone, la ville est revendiquée comme capitale par les partisans de la république populaire de Lougansk, entité territoriale autoproclamée après le référendum du 11 mai 2014 et non reconnue internationalement.

## Géographie

### Situation
Louhansk est située dans le Donbass, près de la frontière russe, dans la partie orientale de l'Ukraine. Elle se trouve à 669 km — 900 km par le chemin de fer et 860 km par la route — au sud-est de Kiev. Elle se trouve à la confluence des rivières Olkhivka et Louhan, appartenant au bassin versant du Donets. La ville de Louhansk tire son nom de cette rivière Louhan.

### Climat
| Mois                                        | jan.       | fév.       | mars       | avril      | mai       | juin      | jui.      | août      | sep.      | oct.       | nov.       | déc.       | année          |
| ------------------------------------------- | ---------- | ---------- | ---------- | ---------- | --------- | --------- | --------- | --------- | --------- | ---------- | ---------- | ---------- | -------------- |
| Température minimale moyenne (°C)           | −6,8       | −7,4       | −2,4       | 4,2        | 9,4       | 13,8      | 16        | 14,5      | 9,4       | 4          | −1,3       | −5,5       | 4              |
| Température moyenne (°C)                    | −4         | −4,1       | 1,4        | 9,7        | 15,8      | 20,1      | 22,3      | 21,2      | 15,3      | 8,6        | 1,8        | −2,7       | 8,8            |
| Température maximale moyenne (°C)           | −1         | −0,4       | 5,7        | 15,6       | 22,2      | 26,4      | 28,7      | 28,2      | 21,8      | 13,9       | 5,2        | 0,1        | 13,9           |
| Record de froid (°C) date du record         | −41,9 1935 | −36,9 1954 | −27,3 1964 | −12,1 1965 | −8,2 1918 | −1,8 1916 | 5,2 1908  | −0,4 1900 | −7,2 1916 | −16,3 1912 | −26,3 1953 | −29,6 1969 | −41,9 8/1/1935 |
| Record de chaleur (°C) date du record       | 12,8 1948  | 17,3 1995  | 23,1 2008  | 31,8 1907  | 36,6 2007 | 39,4 1924 | 40,5 1971 | 42 2010   | 36,8 2010 | 31,2 1999  | 22,8 1938  | 15,6 2008  | 42 12/8/2010   |
| Ensoleillement (h)                          | 47,2       | 73,8       | 131,1      | 177,6      | 274,9     | 287,4     | 305,5     | 291,4     | 210,6     | 135,4      | 59,4       | 39         | 2 033,3        |
| Précipitations (mm)                         | 36         | 36         | 32         | 33         | 50        | 61        | 63        | 34        | 45        | 35         | 39         | 39         | 503            |
| dont neige (cm)                             | 6          | 10         | 7          | 1          | 0         | 0         | 0         | 0         | 0         | 0          | 1          | 4          | 29             |
| Record de pluie en 24 h (mm) date du record | 26 1978    | 38 1985    | 32 1909    | 43 1994    | 90 1999   | 82 2011   | 62 2001   | 60 1917   | 80 1906   | 38 1925    | 43 1999    | 42 1901    | 90 1999        |
| Nombre de jours avec précipitations         | 10         | 8          | 11         | 14         | 13        | 14        | 12        | 8         | 11        | 11         | 13         | 10         | 135            |
| Humidité relative (%)                       | 84         | 82         | 77         | 65         | 62        | 63        | 63        | 60        | 67        | 75         | 84         | 85         | 72             |
| Nombre de jours avec neige                  | 17         | 16         | 10         | 1          | 0,1       | 0,03      | 0         | 0         | 0,1       | 1          | 7          | 16         | 68             |
| Nombre de jours d'orage                     | 0          | 0          | 0,1        | 1          | 5         | 8         | 8         | 4         | 3         | 0,4        | 0,1        | 0,03       | 30             |
| Nombre de jours avec brouillard             | 3          | 3          | 3          | 1          | 1         | 1         | 1         | 1         | 2         | 2          | 4          | 4          | 26             |

| Diagramme climatique                                  |            |           |           |           |            |          |            |           |         |           |           |
| J                                                     | F          | M         | A         | M         | J          | J        | A          | S         | O       | N         | D         |
| −1−6,836                                              | −0,4−7,436 | 5,7−2,432 | 15,64,233 | 22,29,450 | 26,413,861 | 28,71663 | 28,214,534 | 21,89,445 | 13,9435 | 5,2−1,339 | 0,1−5,539 |
| Moyennes : • Temp. maxi et mini °C • Précipitation mm |            |           |           |           |            |          |            |           |         |           |           |

### Transports
La ville est desservie par un aéroport international et une gare.

## Histoire

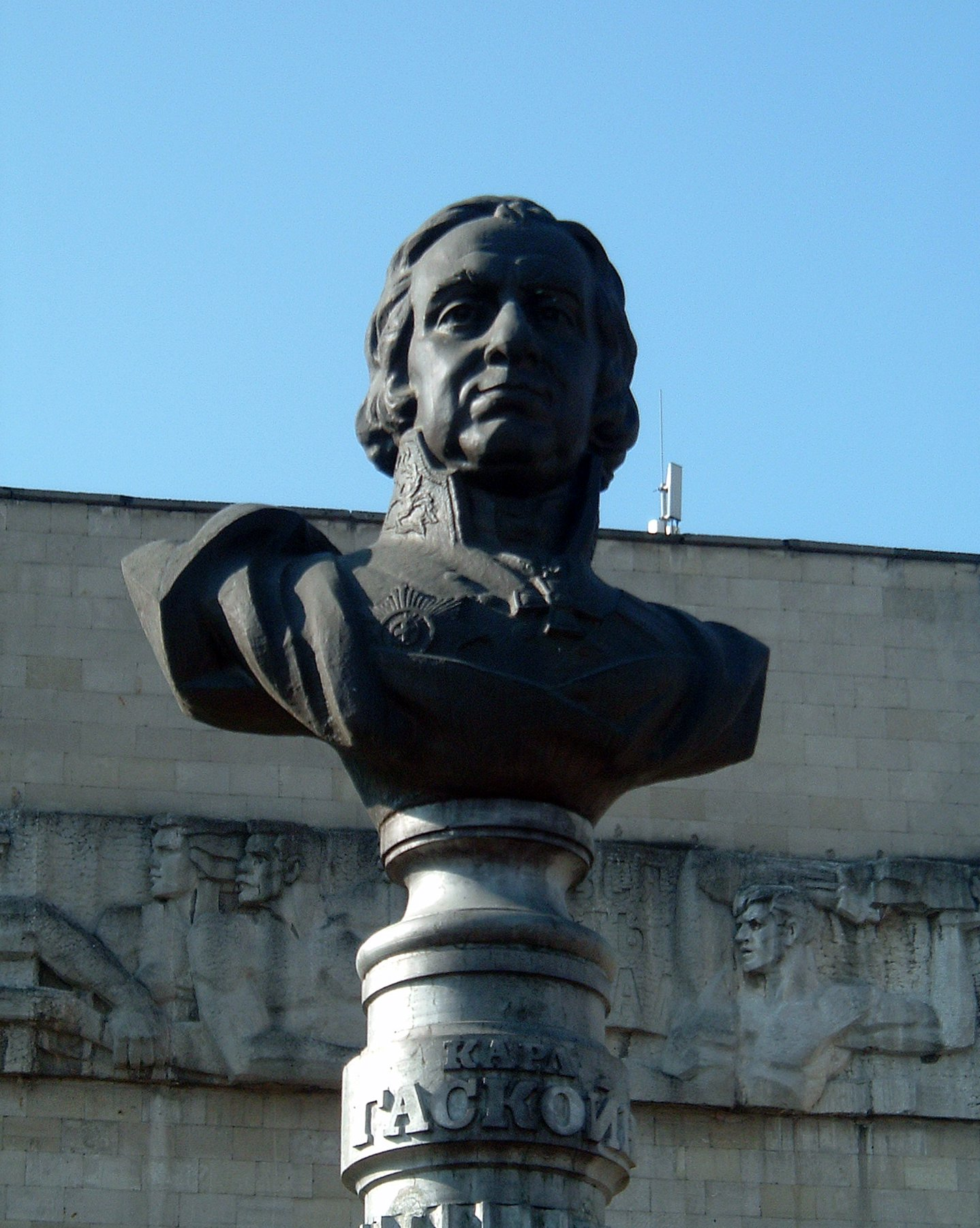
Buste de Charles Gascoigne en ville.

Louhansk tire son nom de la rivière Louhan' (ou Lougan), sur les rives de laquelle elle est bâtie.

### Du temps de l'Empire russe
L'endroit est peuplé de quelques familles cosaques venues de Petite Russie entre 1740 et 1750. S'y ajoutent entre 1753 et 1755 des familles de colons paysans serbes, croates et bulgares. Des paysans (russes et ukrainiens) venus de la rive gauche du Dniepr s'installent également. Le village de Kammeny Brod (aujourd'hui partie nord de la ville) est formé en 1755 par des cosaques zaporogues. L'histoire de la ville remonte à la fondation en 1795 d'une usine métallurgique par l'industriel anglais Charles Gascoigne, invité en 1790 en Slavo-Serbie, pour extraire du charbon et du fer. Ce fut le point de départ d'une industrie qui demeure importante. Le village formé autour de l'usine reçoit en 1797 le nom d'« usine de Lougansk », Louganski zavod. Pendant les guerres napoléoniennes, l'usine produit quantité de canons et d'armement pour l'armée impériale russe. Une école professionnelle des mines ouvre en 1823, la première du genre dans la région. À la fin des années 1860, la bourgade atteint plus de 10 000 habitants. Au milieu des années 1870, Lougansk est reliée par le chemin de fer à Debaltsevo. 

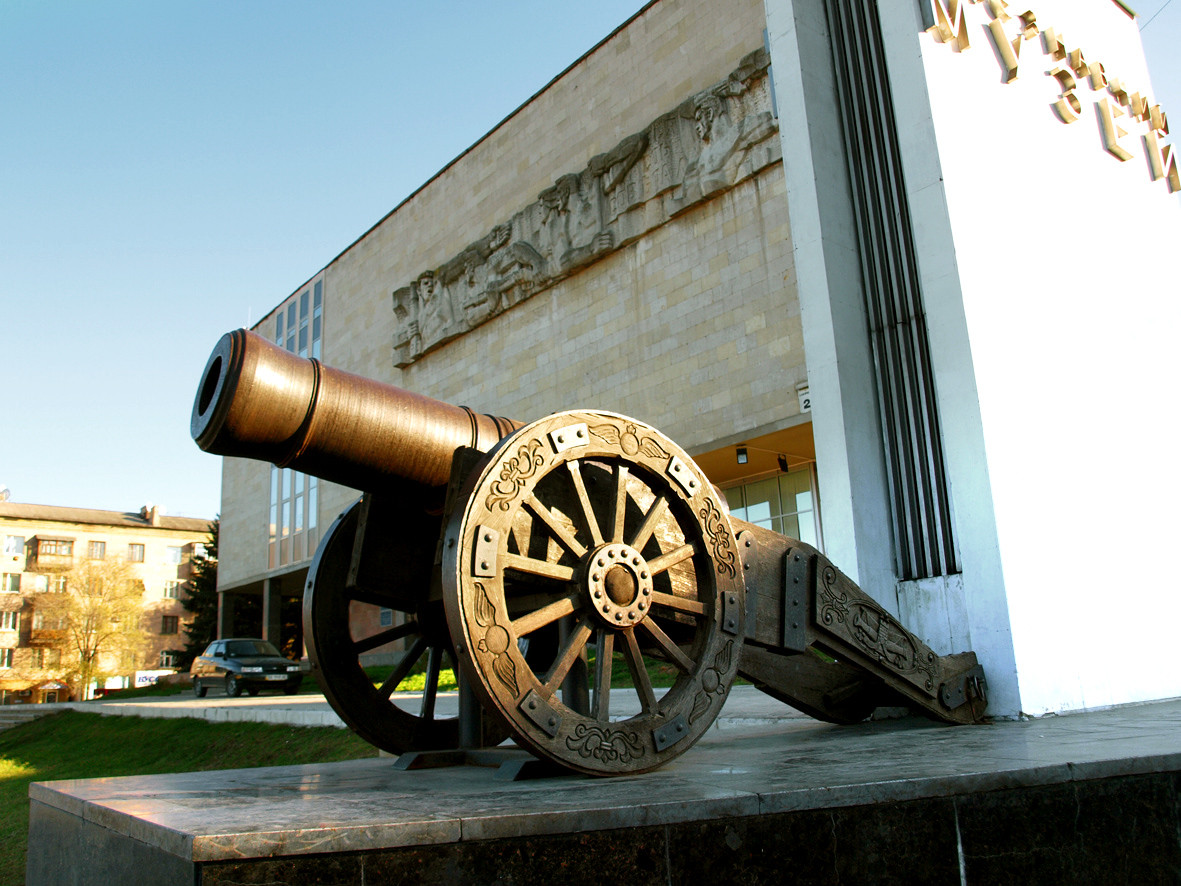
Obusier Licorne. Fabriqué à la fonderie de Lougansk en 1814. Musée régional de Lougansk

Lougansk reçoit le statut de ville en 1882, lorsque Lougansk est jointe à Kammeny Brod. L'entrepreneur allemand Gustav Hartmann (1842-1910) (de) y ouvre en 1896 la première grande usine de locomotives de Louhansk (en).
Selon le recensement impérial de 1897, la ville de Lougansk compte 20 404 habitants, dont — selon la langue maternelle — 13 907 Russes, 3 902 Ukrainiens, 1 449 Juifs, et 716 Biélorusses. Au début du XXe siècle, Lougansk figure parmi les villes industrielles importantes de l'Empire russe avec seize usines et fabriques et plus d'une quarantaine d'ateliers. Une station téléphonique ouvre et une nouvelle poste-télégraphe est construite. Il y avait cinq cinématographes en activité à Lougansk dans les années 1900-1910. Les édifices cultuels comptaient six églises orthodoxes, une synagogue, une église catholique et une église luthérienne. La première église a été construite en 1761 à Kammeny Brod pour le culte orthodoxe et une autre en 1792-1796 qui est la seule à subsister de l'époque d'avant la révolution de 1917.

### De 1917 à 1991
Entre 1917 (révolution d'Octobre) et 1919 (guerre civile russe), le pouvoir est successivement aux mains des bolchéviques, de la Rada centrale, des forces d'occupation austro-allemandes, de la Grande armée du Don, des Forces Armées du Sud de la Russie, et enfin aux Bolchéviques.
En avril 1918, Lougansk devient la capitale de la république soviétique de Donetsk-Krivoï-Rog, de février 1919 à décembre 1920 (sous les Soviétiques), elle est le chef-lieu du gouvernement de Donetsk. Elle reconnaît le pouvoir soviétique en décembre 1919.
Sa population s'élève à 77 000 habitants en 1926.
Située dans le bassin du Donets, le Donbass, Lougansk est développée par les autorités soviétiques pour son industrie lourde, en particulier pour la construction de locomotives. La première locomotive lourde de classe FD (Felix Dzerjinski) est lancée de ses usines en 1931. Le premier tramway est mis en service le 1er mai 1934. En 1938, la ville devient chef-lieu de l'oblast du même nom.
Le 5 novembre 1935, Lougansk devient Vorochilovgrad (en russe et en ukrainien : Ворошиловград) en l'honneur du commandant de l'Armée rouge et de l'homme politique Kliment Vorochilov, originaire de la région de Lyssytchansk relativement proche. Mais le 5 mars 1958, la ville retrouve son ancien nom, en application d'une nouvelle loi qui interdit d'utiliser les noms de personnes vivantes (en fait à cause de l'affaire du groupe anti-parti). Le 5 janvier 1970, après le décès de Vorochilov, Lougansk redevient Vorochilovgrad. Enfin, le 4 mai 1990, un décret du Soviet suprême de la RSS d'Ukraine lui rend son nom d'origine, Lougansk.
La ville est occupée le 17 juillet 1942 par la Wehrmacht et libérée par l'Armée rouge, le 14 février 1943. En 1956, elle compte plus de 250 000 habitants.
En 1972, la ville (sous le nom de Vorochilovgrad) est fière, grâce à son club Zarya, de gagner, pour la première et seule fois le championnat d'URSS de football, sans être une capitale de république.

### De 1991 à aujourd'hui (histoire contemporaine de la ville)
Lougansk atteint 524 000 habitants en 1991.  
1994-1998-le maire de Lougansk était Alexei Danilov. Plus tard, en 2005, il est devenu gouverneur de la région de Lougansk. 
En 1996, la population urbaine est tombée à 517 000.  
Dans les transcriptions de l'alphabet latin, l'orthographe de Louhansk (selon la prononciation ukrainienne) commence souvent à remplacer dans la presse occidentale l'orthographe de Lougansk (à la manière russe) à partir des années 2000 et de la révolution orange. La ville atteint 474 000 habitants en 2009 (soit le niveau qu'elle avait au milieu des années 1970), mais son agglomération compte 688 000 habitants.
Avant la révolution de l'Euromaïdan, la ville comme tous les environs soutient le parti des régions et le président Ianoukovitch. Lorsque celui-ci est destitué en février 2014 et que l'Ukraine se radicalise en deux camps, la population de la ville continue de développer une position politique pro-russe.

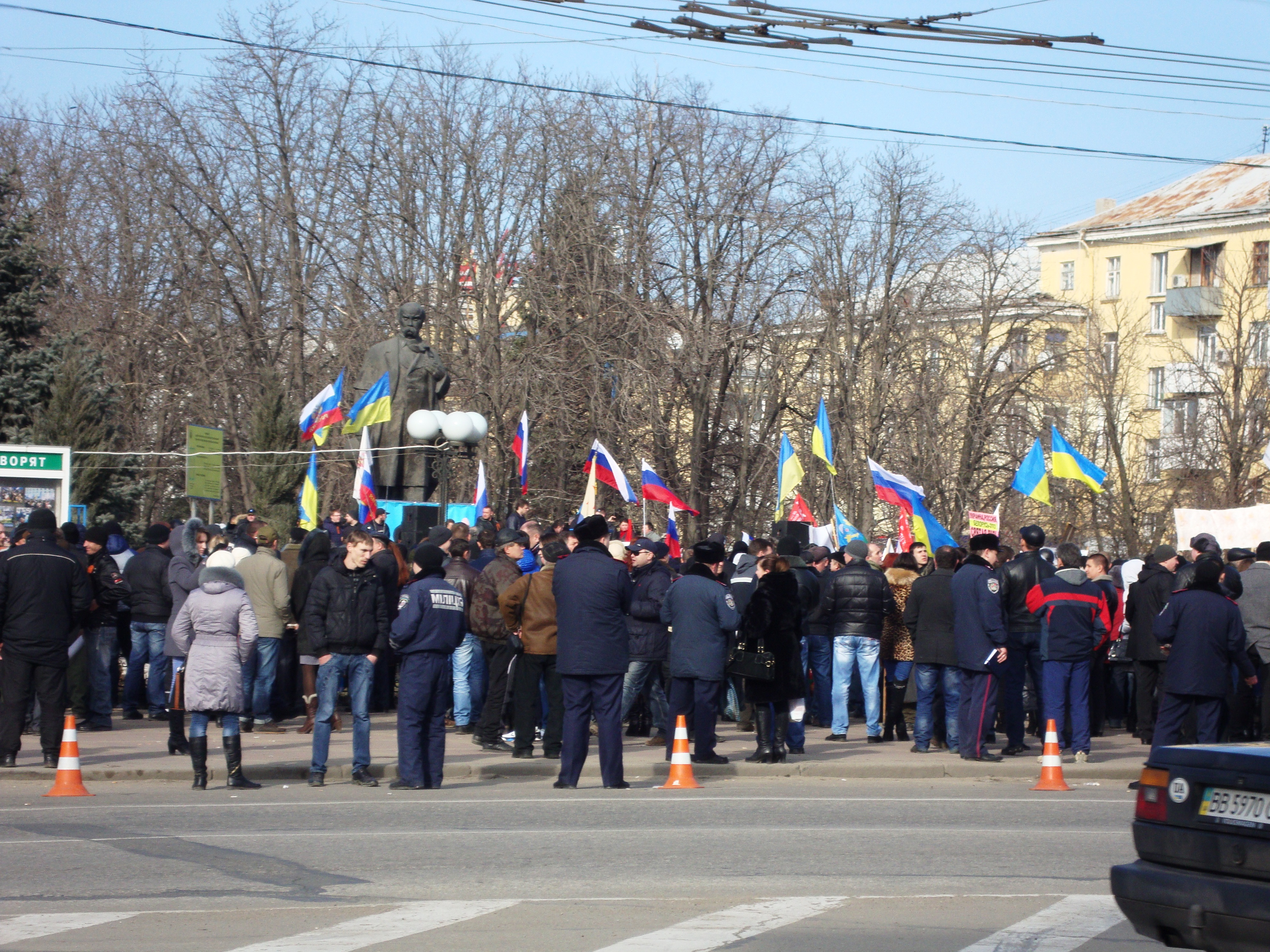
Manifestation pro-russe, le 1 mars 2014, devant la statue de Taras Chevtchenko.

La ville, en grande partie russophone (85 %, ce qui lui vaut enfin en 2012 le statut de langue régionale, mais l'ukrainisation de l'enseignement est presque totale), est agitée à l'hiver et au printemps 2014 par des manifestations d'opposition au gouvernement ukrainien issu de la révolution de Maïdan. Le drapeau russe apparaît pour la première fois le 1er mars sur les bâtiments officiels. Le 27 mars, la retransmission des chaînes de télévision russes est interdite par le pouvoir central. Le 6 avril, de grandes manifestations se déroulent à divers endroits de la ville, aboutissant à la prise du siège local du Service de sécurité d'Ukraine par des hommes non-identifiés. Des combats ont lieu en avril-mai au cours de la guerre du Donbass, surtout après le référendum du 11 mai, en violation de la loi ukrainienne et jugé illégal par la communauté internationale et qui débouche sur la formation d'entités territoriales appelées « république populaire de Lougansk » et « république populaire de Donetsk ».
La population de Lougansk arrête à plusieurs reprises des colonnes de chars, dont le 12 juin 2014. Le 14 juin 2014, les insurgés abattent un avion gouvernemental s'apprêtant à atterrir, faisant quarante-neuf morts (quarante parachutistes et neuf membres d'équipage). Après la chute de Slaviansk devant les forces régulières ukrainiennes, trois jours auparavant, une attaque des milices régulières ukrainiennes est repoussée devant Lougansk le 8 juillet 2014. L'aéroport de Lougansk, qui est totalement détruit, est repris par les combattants de la république populaire autoproclamée de Lougansk, le 1er septembre 2014, au cours de la contre-attaque rebelle pendant la guerre du Donbass.

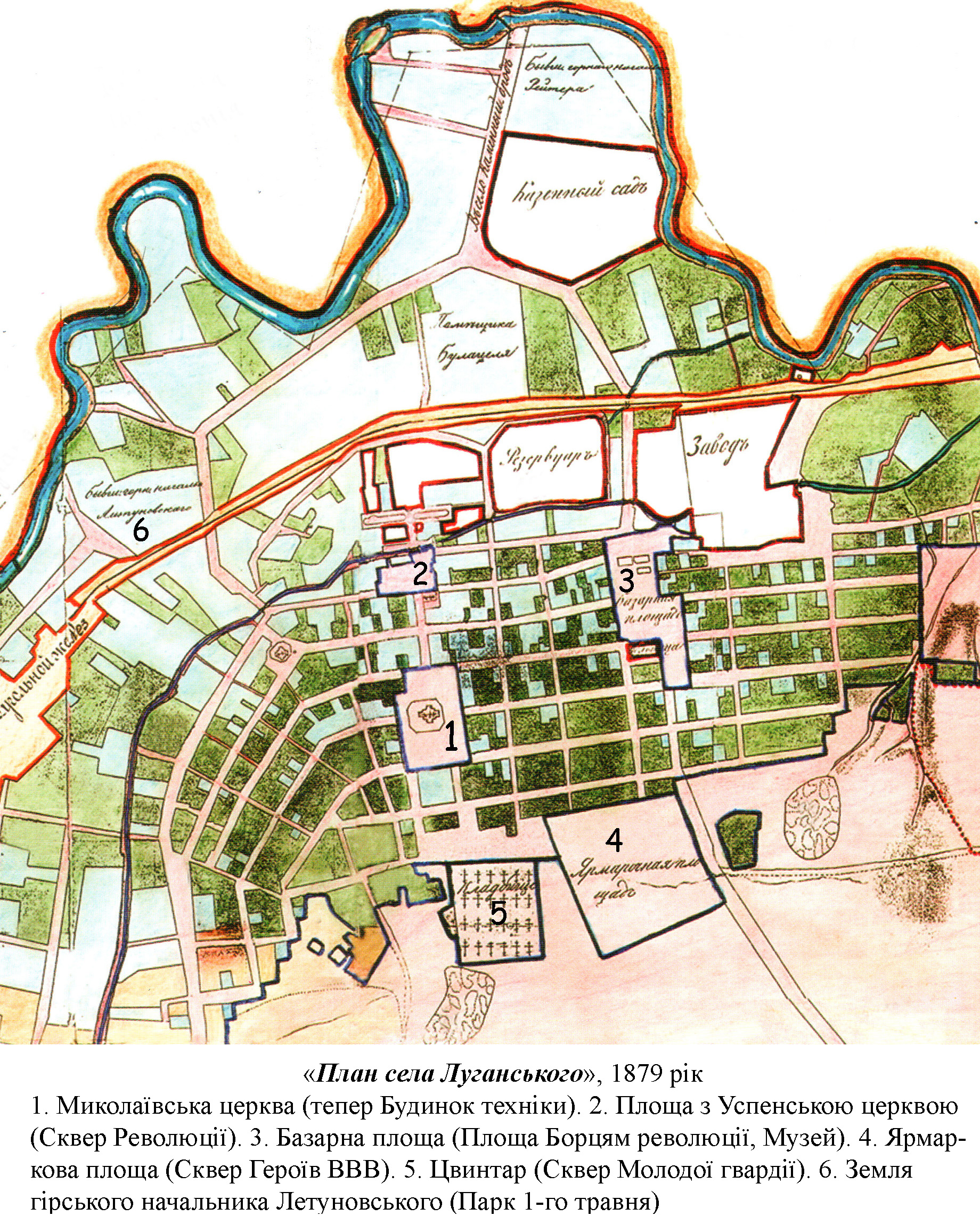
Plan de Lougansk en 1879.
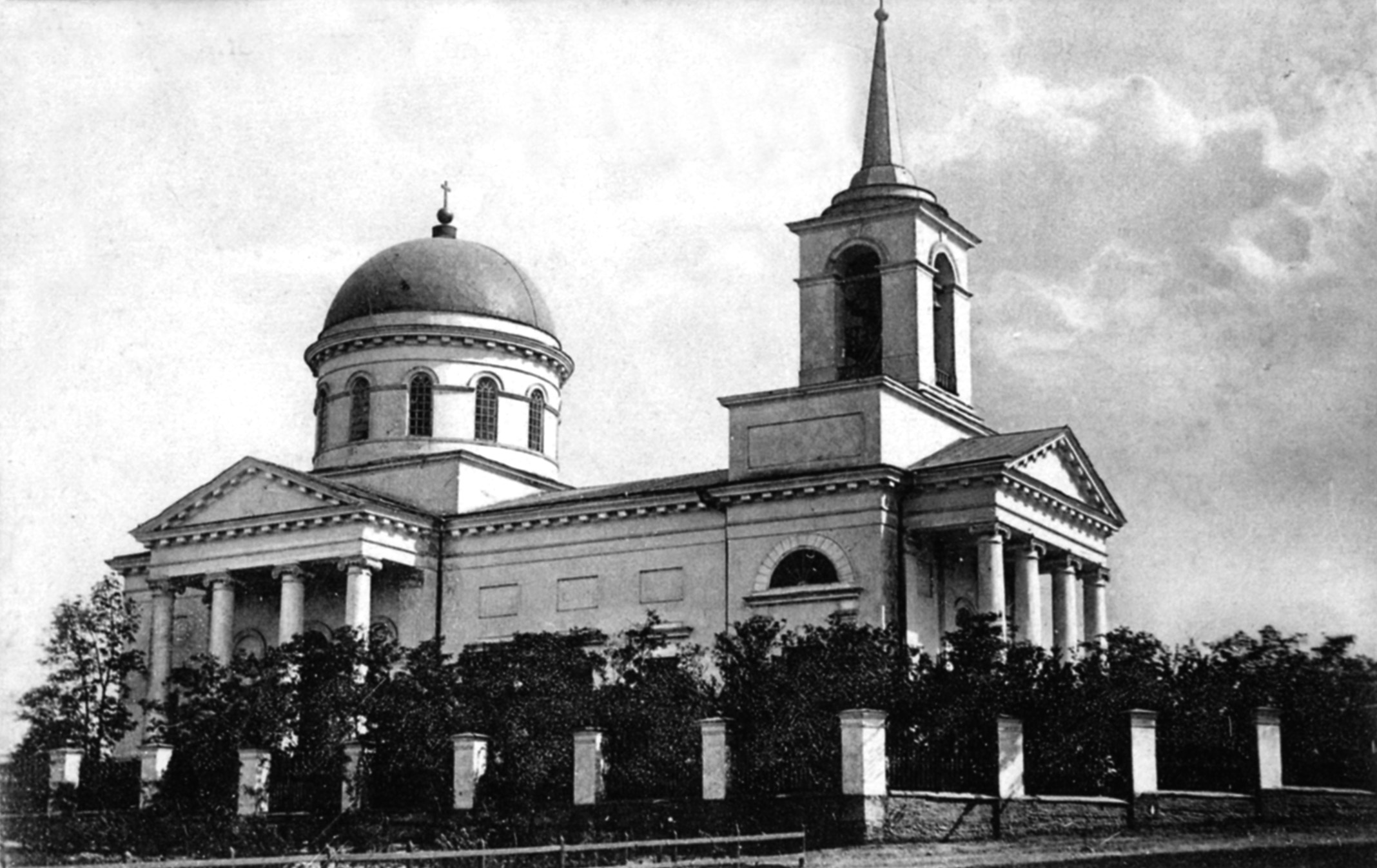
L'église orthodoxe Saint-Nicolas, de style néoclassique, détruite par les communistes dans les années 1930.
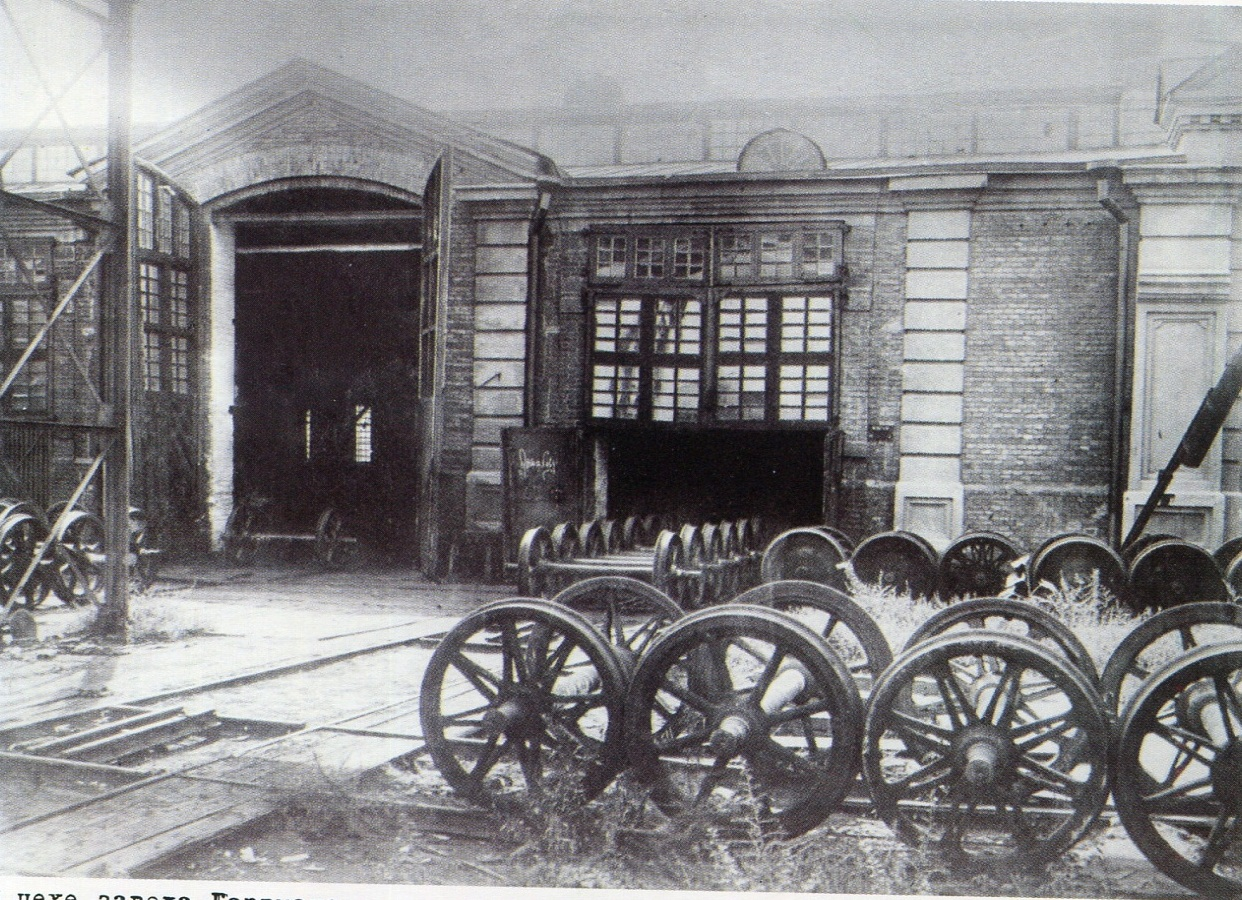
Les ateliers de l'usine de locomotives Hartmann, avant 1917.
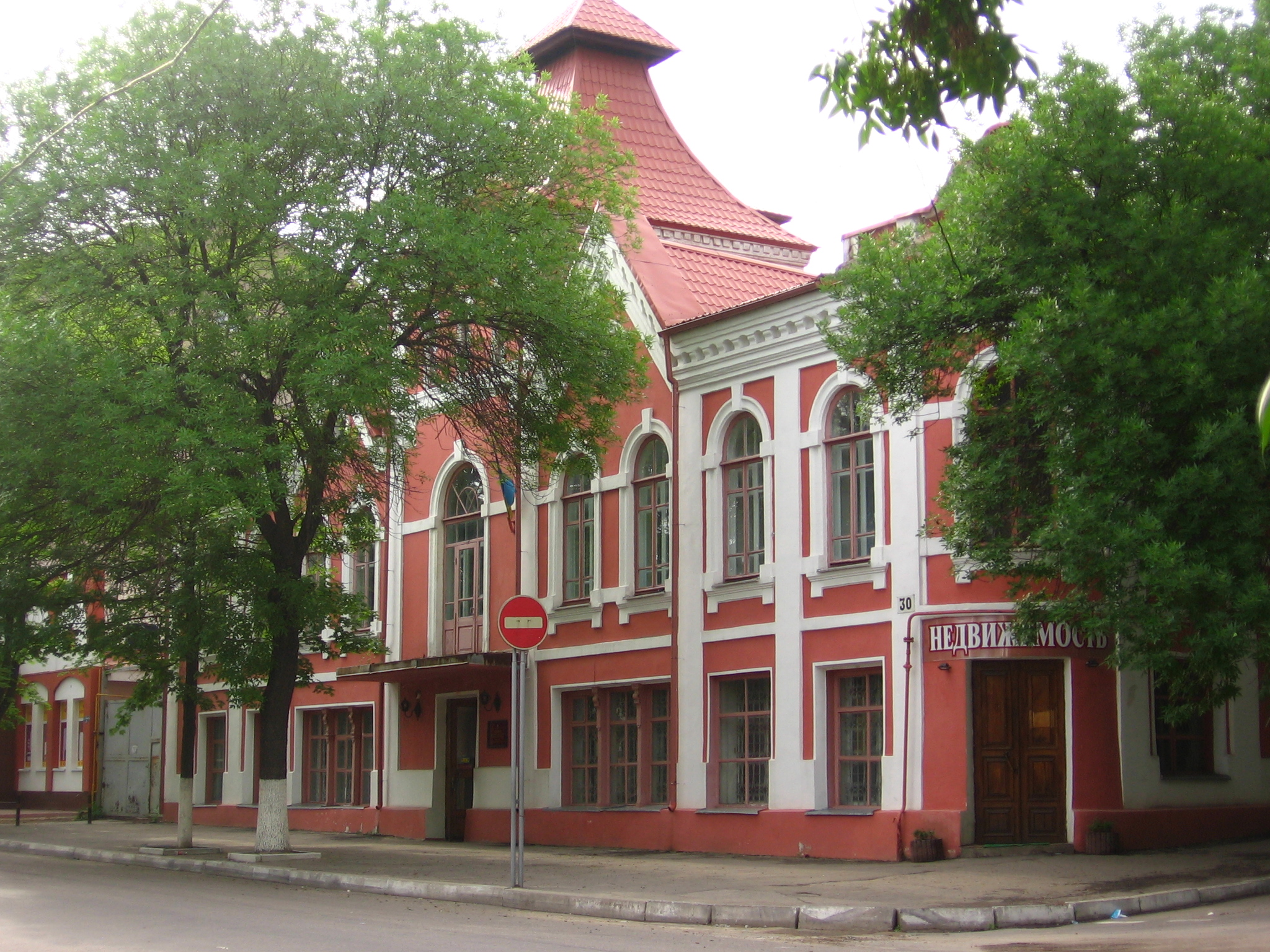
Façade du musée d'Histoire.

## Politique administration

### Situation administrative
La ville de Louhansk fait partie de la municipalité de Louhansk (en ukrainien : Луганська міськрада, Louhans'ka mis'krada) qui comprend également les villes de Chtchastia et d'Oleksandrivsk, la commune urbaine de Iouvileïne et plusieurs communes rurales et hameaux.

### Jumelages
- Saint-Étienne (France) depuis 1959.
- Cardiff (Royaume-Uni)
- Lublin (Pologne)
- Pernik (Bulgarie)
- Székesfehérvár (Hongrie)

Le Collège des Arts et de la Culture de Louhansk est jumelé, depuis 1995, avec le Centre musical de Roche-la-Molière (France).

## Population et société

### Démographie
| 1897    | 1923    | 1926    | 1939     | 1959     | 1970     |
| ------- | ------- | ------- | -------- | -------- | -------- |
| 20 404* | 43 966* | 71 006* | 214 607* | 274 520* | 382 774* |

| 1979     | 1989     | 2001     | 2011    | 2012    | 2013    |
| -------- | -------- | -------- | ------- | ------- | ------- |
| 763 047* | 496 813* | 463 097* | 431 109 | 427 187 | 425 848 |

| 2014    | 2015    | 2016    | 2017    | 2018    | 2019    |
| ------- | ------- | ------- | ------- | ------- | ------- |
| 424 113 | 417 990 | 414 509 | 413 370 | 406 729 | 403 938 |

### Taux de natalité et de mortalité
Le taux de natalité en 2012 était de 10,6 % avec 4 492 naissances (contre un taux de natalité de 9,8 % en 2011 pour 4 205 naissances) tandis que le taux de mortalité lui était de 14,2 % avec 6 047 décès (contre un taux de mortalité de 14,4 % en 2011 pour 6 158 décès).

### Structure par âge
- 0-14 ans : 12,5 %  (27 602 hommes et 25 797 femmes)
- 15-64 ans : 71,0 %  (155 558 hommes et 182 436 femmes)
- 65 ans et plus : 16,5 %  (22 951 hommes et 47 115 femmes) (2013 officiel)

### Établissements d'enseignement supérieur
Lougansk dispose de plus d'une dizaine d'établissements d'enseignement supérieur dont les plus importants sont :
- l'université nationale de l'Est de l'Ukraine Vladimir-Dahl ;
- l'université d'État des Affaires intérieures Didorenko ;
- l'université d'État de médecine de Lougansk ;
- l'université nationale Taras-Chevtchenko ;
- l'université nationale agraire ;
- l'institut d'État de la culture et des arts de Lougansk ;
- l'antenne de Lougansk de l'institut des affaires et de la technologie de Kiev ;
- l'institut d'État de construction.

## Sports

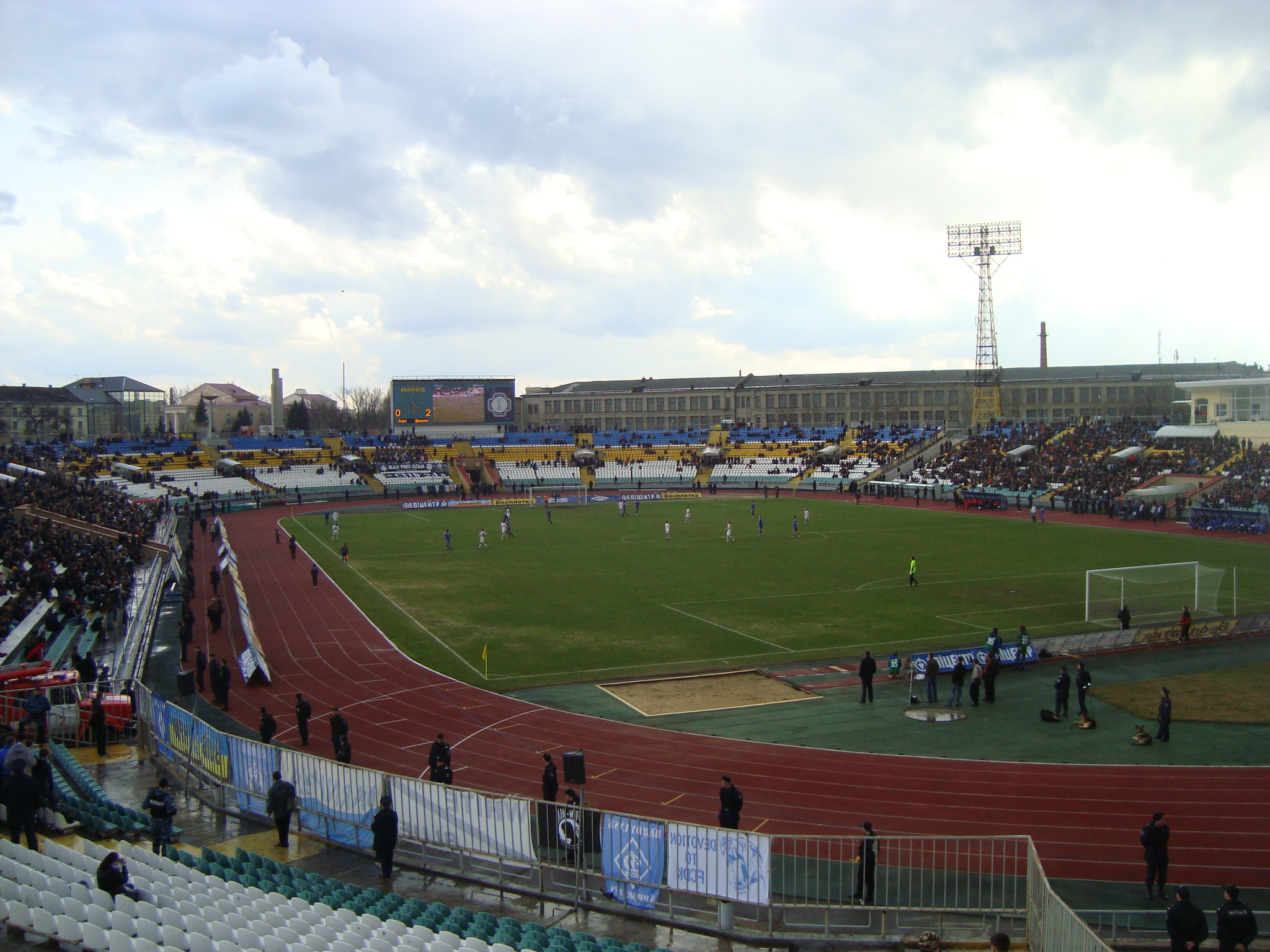
Vue du stade Avangard.

La ville dispose de six stades dont le plus connu est Avangard (Avant-garde), qui était le stade du club Zarya, vainqueur du championnat d'URSS de football en 1972 ; de 127 salles de sport ; de plusieurs piscines (dont la plus grande est la piscine Younost (« Jeunesse »)) ; de deux patinoires et d'un hippodrome.

## Économie
La principale entreprise de Louhansk est la société Louganskteplovoz (en russe : Лугансктепловоз) : usine de locomotives fondée en 1896 par l'Allemand Gustav Hartmann, qui emploie 8 100 salariés en 2007.
Le montant de la production réalisée en 2010 dans l'industrie représente un chiffre de 6,1 milliards de grivnias. La construction mécanique lourde représente 37 % de la production, la métallurgie 29 %, l'industrie agro-alimentaire 19 % et l'industrie minière 4 %.

## Culture locale et patrimoine

### Principaux sites culturels

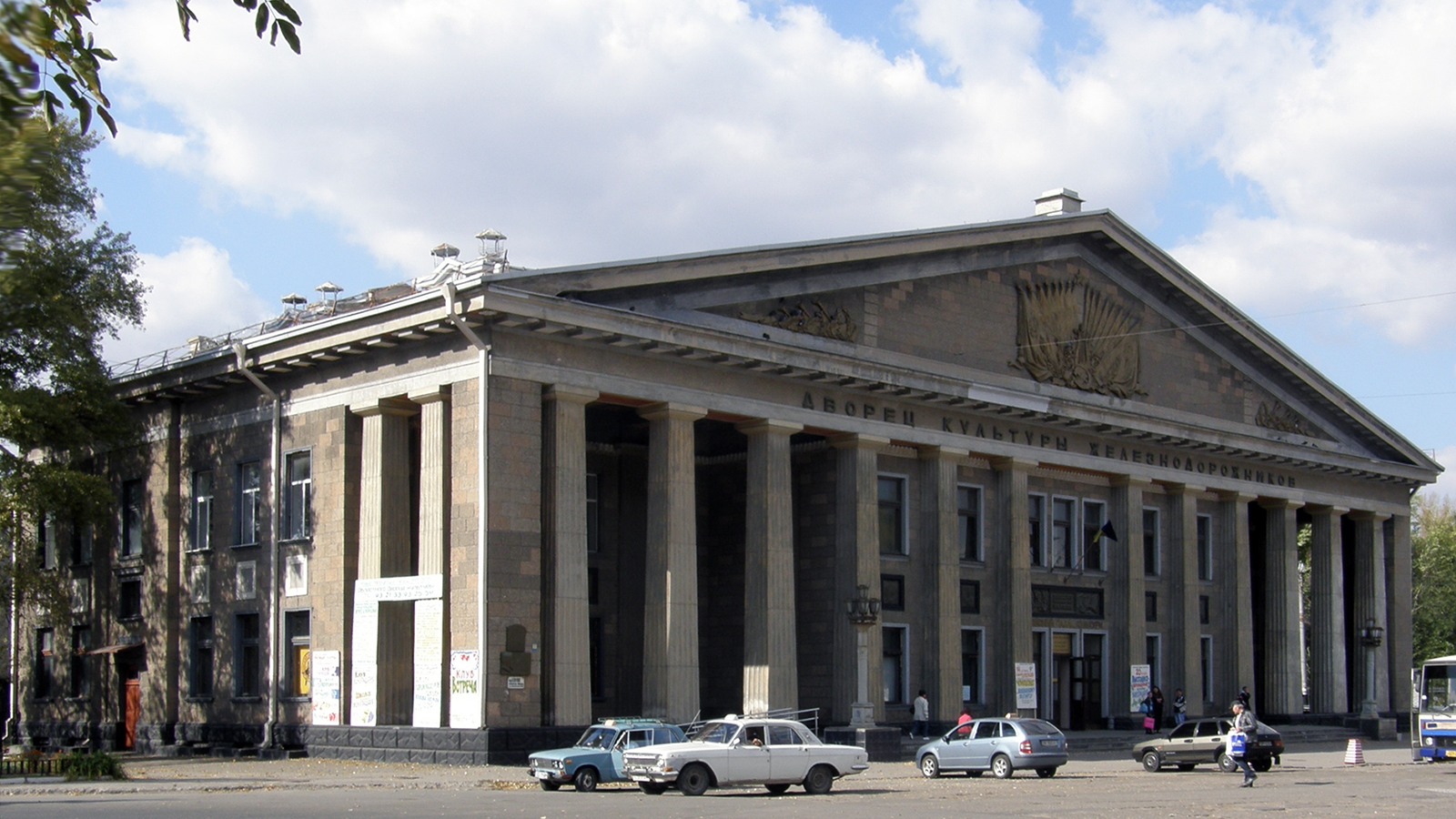
Façade du palais de la Culture avec ses colonnes ioniques.

La ville possède un palais de la Culture (avant 2002 : palais de la Culture des cheminots) construit en forme de temple grec qui possède deux salles de spectacles (l'une de 450 places, l'autre de 132 places), quatre salles de danse, un foyer et accueille une vingtaine de clubs culturels.
La ville dispose de plusieurs bibliothèques, dont la plus importante est la bibliothèque Gorki, et de neuf musées : le musée régional, le musée d'Histoire (anciennement musée Vorochilov), le musée des beaux-arts, la galerie d'exposition de l'union des artistes, le musée de l'Aviation, le musée des Pompiers, le musée Vladimir-Dahl, l'appartement-musée Vladislav-Titov et enfin le musée du Génie mécanique.
Il existe en ville cinq salles de cinéma, un cirque (le cirque d'État de Lougansk) et quatre théâtres : le théâtre dramatique russe, le théâtre dramatique et musical ukrainien, le théâtre de marionnettes et le théâtre de variétés. La musique est bien représentée avec l'orchestre philharmonique régional, l'orchestre symphonique de Lougansk, le centre de création contemporaine « 7, place Rouge », le rock-club régional, l'orchestre du palais de la Culture, le musée technique d'aviation, etc.

### Hôtels

Façade droite de l'hôtel Ukraine.

Le plus fameux est l'hôtel Ukraine (Oukraïna), construit en 1944-1947 par des prisonniers de guerre allemands et rappelant l'architecture allemande. La ville compte aussi dix autres établissements hôteliers.

### Personnalités
Sont nés à Louhansk :
- Vladimir Dahl (1801-1872) : lexicographe russe ;
- Kliment Vorochilov (1881-1969) : militaire et homme politique soviétique ;
- Sergei Grigoriev (1910-1988) : artiste peintre ;
- Nicholas Shmatko (1943-2020) : sculpteur et peintre ukrainien ;
- Valentina Zakoretskaya (1947-2010), triple championne du monde et citoyenne d'honneur de la ville ;
- Aleksandr Zavarov (1961-) : footballeur soviétique puis ukrainien ;
- Viktor Bryzhin (1962-), champion olympique du relais 4 × 100 m ;
- Sergueï Bubka (1963-) : perchiste soviétique puis ukrainien ;
- Leonid Passetchnik (1970-), homme politique ukrainien ;
- Tatiana Snejina (1972-1995), chanteuse et poétesse ;
- Denis Mirochnitchenko (1987-), homme politique ukrainien.